# Taula de núclids
Una taula de núclids és una sistema de coordenades cartesianes en el que es dibuixen els núclids de manera que un eix representa el nombre de neutrons i en l'altre eix representa el nombre de protons, que defineix l'element. Aquest sistema d'ordenació de núclids ofereix una visió general ràpida de les característiques d'isòtops que la coneguda taula periòdica, que tan sols mostra elements en comptes de cada un dels seus isòtops.
Aquest tipus de representació es publicà per primera vegada en 1935 per Giorgio Fea i el 1945 Emilio Segrè l'expandí. Des de llavors s'ha convertit en una eina bàsica de la comunitat nuclear.

## Tendències de la taula de núclids
| 5 |  | 6H | 7He  | 8Li  | 9Be  | 10B | 11C | 12N | 13O | 14F | Ne   | 11   |      |      |    |
| 6 |  | 7H | 8He  | 9Li  | 10Be | 11B | 12C | 13N | 14O | 15F | 16Ne | Na   | 12   |      |    |
|   |  | 7  | 9He  | 10Li | 11Be | 12B | 13C | 14N | 15O | 16F | 17Ne | 18Na | Mg   | 13   |    |
|   |  | 8  | 10He | 11Li | 12Be | 13B | 14C | 15N | 16O | 17F | 18Ne | 19Na | 20Mg | Al   | 14 |
|   |  |    | 9    | 12Li | 13Be | 14B | 15C | 16N | 17O | 18F | 19Ne | 20Na | 21Mg | 22Al | Si |

- Els Isòtops són núclids amb un nombre de neutrons diferents que tenen el mateix nombre de protons (és a dir, tenen el mateix nombre atòmic i, per tant, són el mateix element químic. Els isòtops veïns s'ordenen verticalment en els articles de la Viquipèdia següents. Exemple: Carbon-12, Carbon-13, and Carbon-14 a la mateixa taula d'exemple de sobre.

- Els Isòtons són núclids amb diferent nombre de protons però el mateix nombre de neutrons. Els isòtons veïns s'ordenen en la taula horitzontalment en els articles de la Viquipèdia següents. Exemple: Carboni-14, Nitrogen-15, Oxigen-16 a la mateixa taula d'exemple de sobre.

- Els Isòbars són núclids amb diferent nombre de protons però amb el mateix nombre de nucleons. Els Isòbars tenen el mateix nombre màssic i estan representats en diagonal des de la part esquerra inferior fins a la part dreta superior. Exemple: Carbon-14, Nitrogen-14, Oxygen-14 a la mateixa taula d'exemple de sobre.

- Les línies d'inestabilitat amb respecte als neutrons neutró drip-line és la frontera que limita els núclids a la part esquerra inferior.

- Les línies d'inestabilitat amb respecte als protons protó drip-line és la frontera que limita els núclids en la part dreta superior. (A masses més altres, no s'han descobert tots els núclids en drip-line.)

- L illa d'estabilitat és una regió hipotètica de la taula de núclids que conté isòtops molt més estables que altres elements transurànics.

## Representacions disponibles
| article                                | descripció |
| -------------------------------------- | --- |
| Taula d'isòtops (completa)             | Presenta les dades en una taula d'una manera simple i contigua que requereix un desplegament horitzontal i vertical per a veure tot el seu contingut (262 KB total HTML per descàrrega).                                                          |
| Taula de núclids (segmentada, ampla)   | Presenta les dades en quatre taules separades, cada una amb 30 elements. Depenent del navegador, no cal un desplegament horitzontal en finestres de 1225 to 1440 pixels (311 KB total HTML de descàrrega).                                        |
| Taula de núclids (segmentada, estreta) | Presenta les dades en vuit taules separades, amb 15 elements. No cal un desplegament horitzontal excepte per monitors molt petits (321 KB total HTML de descèrrega).                                                                              |
| Taula de núclids (combinada)           | Mostra les dues presentacions la segmentada de 8 taules i la taula simple i contigua. Presenta enllaços ràpids per salta entre les dues. També presenta una text introductori expandit per a primers lectors. (588 KB total HTML per descàrrega). |

| article                    | descripció                                                                                        |
| -------------------------- | ------------------------------------------------------------------------------------------------- |
| Index de pàgines d'isòtops | Una taula periòdica que presenta enllaços a articles separats de cada element i els seus isòtops. |
| Llista d'isòtops           | Una pàgina que presenta les dades dels isòtops de cada element en grups de 24 elements.           |